# یانگ بو (ژیمناست)

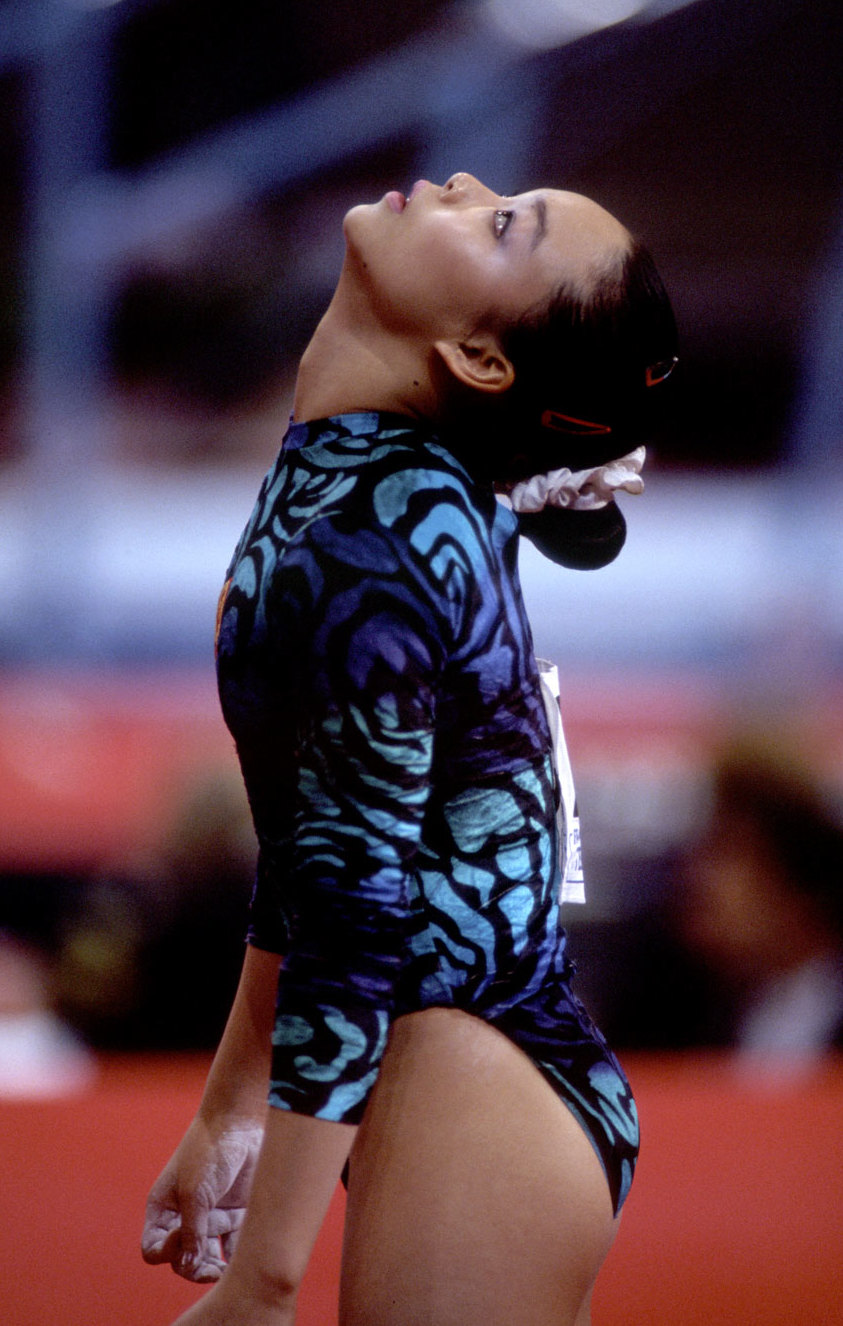
یانگ بو (ژیمناست)

یانگ بو (ژیمناست) (به انگلیسی: Yang Bo (gymnast)) ژیمناست زادهٔ ۸ ژوئیهٔ ۱۹۷۳ میلادی اهل کشور چین است.